# Bruine bosbesuil
De bruine bosbesuil (Xylena (Lithomoia) solidaginis) is een nachtvlinder uit de familie van de uilen (Noctuidae). 

## Beschrijving
De voorvleugellengte bedraagt tussen de 18 en 21 millimeter. De grondkleur van de voorvleugels is grijs met wit. Opvallend is de grote niervlek. In rust houdt de vlinder de vleugels rond het lijf gerold, en lijkt hij sterk op een afgebroken takje.

## Levenscyclus
De bruine bosbesuil is polyfaag en gebruikt met name berendruif, berk, bosbes, struikhei, wilde gagel en wilg als waardplanten. De rups is te vinden van april tot juli. De soort overwintert als ei. De vlinder kent één generatie die vliegt van augustus tot in oktober.

## Voorkomen
De soort komt verspreid voor van Noord- en Centraal-Europa tot Noord-,  Centraal-Azië en Japan. De bruine bosbesuil is in Nederland en België een zeer zeldzame soort. 

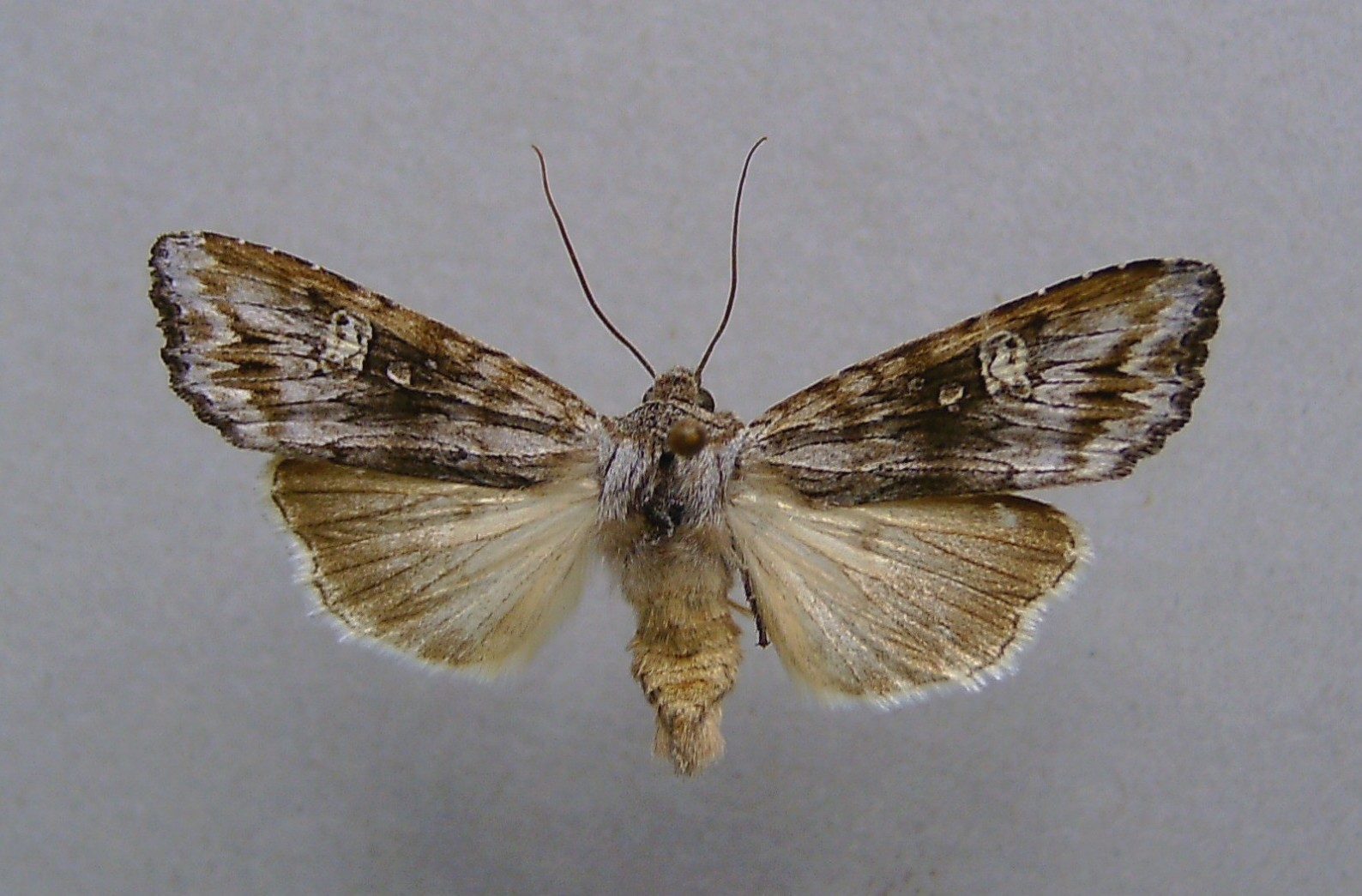
bruine bosbesuil